# Justo Alonso Leguísamo
Justo María Alonso Leguísamo (* 1912; † 28. April 1997) war ein uruguayischer Politiker.
Der promovierte Justo Alonso Leguísamo, der auch als Justo Alonso Leguizamo geführt wird, gehörte der Partido Nacional an. Er war Präsident der Sociedad de Otorrinolaringología de Uruguay und vom 4. Juli 1974 bis zum 13. Januar 1976 Gesundheitsminister von Uruguay. Vom 1. September 1981 bis zum 1. März 1985 übte er das Amt des Verteidigungsministers aus. Alonso Leguísamo hatte zudem 1979 die Präsidentschaft des uruguayischen Fußballvereins Nacional Montevideo, auch als Nacional Montevideo bekannt, inne.